# De Lustige Lezers
De Lustige Lezers was een rubriek uit 2007-2008 van het programma Man Bijt Hond dat op Vlaamse televisiezender één werd uitgezonden. 

## Opzet
Elke dag werden door twee Bekende Vlamingen twee bladzijden uit een stripalbum voorgelezen tot het verhaal uit was. Ze maakten hierbij gebruik van intonatie, speelden personages en leverden tussendoor al eens commentaar op het verhaal zelf. Daarna begon een nieuw duo/trio voorlezers aan een nieuw album. De rubriek sloot elke aflevering van het 10e seizoen van Man Bijt Hond af.

### Lijst van voorgelezen albums
- Paradijseiland van Jommeke, voorgelezen door Adriaan Van den Hoof en Bruno Vanden Broecke.

- De blauwe heks van De Rode Ridder, voorgelezen door Adriaan Van den Hoof en Bruno Vanden Broecke.

- In vuur en vlam van De Kiekeboes, voorgelezen door Adriaan Van den Hoof, Bruno Vanden Broecke en An Miller (als Fanny).

- De charmante koffiepot van Suske en Wiske, voorgelezen van 3 december 2007 tot 9 januari 2008, door Adriaan Van den Hoof en Wim Helsen.

- De Zwarte Voeten van Nero, voorgelezen van 10 januari tot 18 februari 2008 door Urbanus en Bruno Vanden Broecke. Wim Helsen verscheen ook heel even maar werd weggestuurd door Bruno. Urbanus neemt de stem van o.a. Nero, Madam Nero, Detective Van Zwam en Petoetje voor zich, Bruno o.a. de huisbaas, Madam Nero, Madam Pheip en Jan Spier. Bij de laatste aflevering kwam Marc Sleen Bruno Vanden Broecke op de vingers tikken voor alle insinuaties die hij maakte sinds het begin van de strip, zoals het herhaaldelijk uiten van  "Marc Hallucino-Sleen slaat weer toe!.

- De melkmuil van De Blauwbloezen werd voorgelezen van 19 februari tot 21 maart 2008 door Bruno Vanden Broecke en Wim Opbrouck. In het eerste deel van de aflevering van 19 februari kwam Wim Helsen nog opdagen, maar werd al snel bedankt voor bewezen diensten.

- Man, man, man! van F.C. De Kampioenen werd van maandag 24 maart tot 16 april 2008 voorgelezen door Adriaan Van den Hoof en Maaike Cafmeyer. Toen Cafmeyer ziek was, werd ze vervangen door An Miller.

- Kinderen baas van Jommeke, werd voorgelezen door Bruno Vanden Broecke, Maaike Cafmeyer en Wim Opbrouck (van 17 tot 23 april), Bruno Vanden Broecke, An Miller (als Flip en Filiberke) en Maaike Cafmeyer (als professor Gobelijn) (van 24 tot 30 april), Bruno Vanden Broecke, Maaike Cafmeyer en Urbanus als Jommeke en Prospeer, de vader van Filiberke  (van 1 tot 8 mei) en tot slot Maaike Cafmeyer, Urbanus en Wim Helsen  (van 9 mei tot het einde van het seizoen)